# Streptopetalum wittei
Streptopetalum wittei är en passionsblomsväxtart som beskrevs av Pierre Staner. Streptopetalum wittei ingår i släktet Streptopetalum och familjen passionsblomsväxter. Inga underarter finns listade i Catalogue of Life.